# 995
Évszázadok: 9. század – 10. század – 11. század
Évtizedek: 940-es évek – 950-es évek – 960-as évek – 970-es évek – 980-as évek – 990-es évek – 1000-es évek – 1010-es évek – 1020-as évek – 1030-as évek – 1040-es évek
Évek: 990 – 991 – 992 – 993 –  994 – 995 – 996 – 997 – 998 – 999 – 1000

## Események
- az év folyamán –
  - Olof Skötkonung svéd király lesz.
  - Apja halálát követően IV. Henrik kerül a Bajor Hercegség élére.[1][2]

## Születések
- II. (Szent) Olaf norvég király († 1030)[3]

## Halálozások
- augusztus 28. – II. (Civakodó) Henrik bajor herceg
- VI. (Győztes) Erik svéd király